# Рутман Рафаель
Рафаель Рутман (англ. Raphael Rutman, івр. רפאל ראטמאן) (нар. 18 листопада 1972) — рабин Хабаду та Шаліах («емісар») Любавицького ребе Менахема Мендла Шнеєрсона. Виконавчий голова Федерації єврейських громад України.

## Біографія
Середню освіту отримав у Великій Британії. Здобув ступінь бакалавра за спеціальністю «Вища єврейська освіта» в США. У 1993 році став посланцем Любавицького ребе в Україні. Відкрив багато дитячих соціальних програм в Україні. Також за його безпосередньої участі були відкриті перші в Україні єврейські дитячі притулки для сиріт. Згодом він відкрив єврейські дитячі будинки в багатьох містах України. З його ініціативи почали роботу зимові та літні єврейські дитячі табори. Створені дитячі пізнавальні та розважальні клуби по всьому СНД.
Він відкрив і керує двома школами, початковою і середньою в Києві, а також хедером. Очолює міжнародну єврейську громаду для дипломатів та місцевих і іноземних бізнесменів у Києві. Він є виконавчим заступником голови Ради Федерації єврейських громад України, організації, до складу якої входять усі рабини України. Відповідає за всі дипломатичні та міжнародні відносини Федерації єврейських громад України.

## Діяльність
11 жовтня 2021 року голова Європейської Ради Шарль Мішель запалив свічку біля пам’ятника «Менора», а віцеголова правління Федерації єврейських громад України помолився в пам’ять про загиблих у трагедії Бабиного Яру в символічній синагозі.
У січні 2022 року молився на Міжнародному симпозіумі, присвяченому масовому вбивству у Бабиного Ярі та східноєвропейському Голокосту напередодні Дня пам’яті жертв Голокосту, який відбудеться в Києві.
У квітні 2022 року був у Києві перед початком Песаху та дав інтерв’ю Джейку Тепперу з CNN. Він дав йому предмети для повного седеру і одягнув тфілін.
Як з'ясувалося з листа до президента Європарламенту Роберти Мецоли, з початку вторгнення російських військ він допомагає соціально незахищеним цивільним особам. Європейський комісар Олівер Варгеї сказав, що робота рабина Рафаеля Рутмана, а також його колег і волонтерів є взірцевою у захисті та підтримці народу України.
29 вересня 2023 року провів церемонію вшанування пам'яті загиблих у Бабиному Ярі, за участі голови держави та очільника ОПУ.
Декілька років поспіль організовує запалення найбільшої Ханукії в Європі. Кожного вечора Хануки 2023 року для участі у запаленні приїжджали посли в Україні багатьох країн світу, серед яких посли Ізраїлю, США, Канади, Італії, Австрії, Франції, Німеччини, Аргентини, Великої Британії, Швейцарії, Швеції, Фінляндії, Словенії, та Японії. Також були присутні мер Києва Віталій Кличко та різні українські високопоставлені особи, а також голова представництва ЄС в Україні, голова представництва ООН в Україні та голова Натів в Ізраїлі. Ця споруда двічі ставала об'єктом вандалізму — у 2021 та 2023 роках. Окрім основного освітлення на площі Майдану Незалежності, також організовує встановлення Ханукій та щоденне запалення в усіх основних 5-зіркових готелях Києва, де до запалювання долучаються кияни, а також іноземні високопоставлені особи та гості готелю. Також окремо за участю голови держави.

## Сім'я
Одружений, дружина Девора (англ. Devorah) народилася в Маямі, має 7 дітей.